# Émile Baumann
Émile Baumann (Lione, 24 settembre 1868 – La Seyne-sur-Mer, 24 novembre 1941) è stato uno scrittore francese.

## Biografia
Nato a Lione nel 1868, professore di liceo e romanziere d'orientamento cattolico e nazionalista, nel 1922 Émile Baumann vinse, insieme con Jean Giraudoux, il Grand Prix Balzac per Job le prédestiné (Giobbe il predestinato). Nella sua copiosa produzione l'argomento religioso è di gran lunga prevalente; ha scritto anche saggi di soggetto musicale e artistico. Alcune delle sue opere sono state tradotte, oltre che in italiano, anche in inglese, spagnolo, tedesco ed altre lingue. Morì nel 1941, a settantatré anni, a La Seyne-sur-Mer, nella regione della Provenza-Alpi-Costa Azzurra.
Giovanni Papini e Domenico Giuliotti, nel loro Dizionario dell'Omo Salvatico, così commentano la severa visione religiosa di Baumann:

## Opere
- Le symbolisme de la vie dans Balzac, Paris, [s.n.], 1896.
- Les grandes formes de la musique : l'oeuvre de Camille Saint-Saëns, Paris, Societe d'editions litteraires et artistiques, 1905.
- L'immolé, Paris, Bernard Grasset, 1909.
- La fosse aux lions, Paris, Nelson, 1911.
- Trois ville saintes : Ars en Dombes, Saint Jacques de Compostelle, Le Mont Saint Michel, Paris, Bernard Grasset, 1912.
- Le baptême de Pauline Ardel, Paris, [s.n.], 1913.
- L'abbé Chevoleau, caporal au 90e d'infanterie, Paris, Perrin, 1917.
- La paix du septième jour, Paris, Perrin, 1918.
- Fer sur l'enclume, Paris, Perrin, 1920.
- Job le prédestiné, Paris, Bernard Grasset, 1922.
- L'anneau d'or des grands mystiques : de saint Augustin a Catherine Emmerich, Paris, Bernard Grasset, 1924.
- Enquête sur le nationalisme, coautore Maurice Vaussard, Paris, Spes , [1924?].
- Saint Paul, Paris, Bernard Grasset, 1925.
- Le signe sur les mains, Paris, Bernard Grasset, 1926.
- Intermèdes, Paris, Bernard Grasset, 1927.
- Mon frère le dominicain, Paris, Bernard Grasset, 1927.
- Les chartreux, Paris, Bernard Grasset, 1928.
- Bossuet, Paris, Bernard Grasset, 1929.
- Les douze collines, Paris, Bernard Grasset, 1929.
- Abel et Caïn, Paris, Bernard Grasset, 1930.
- Marie-Antoinette et Axel Fersen, Paris, Bernard Grasset, 1931.
- Le Mont Saint-Michel, Paris, Bernard Grasset, 1932.
- La symphonie du désir : le cantique eternel, Paris, Bernard Grasset, 1933.
- Héloïse : L'amante et l'abbesse, Paris, Editions Albin Michel, 1934.
- Lyon et le lyonnais, Paris, J. De Gigord, 1934.
- La vie terrible d'Henry de Groux, Paris, Bernard Grasset, 1936.
- L'excommunié, Paris, Bernard Grasset, 1939.
- Les nourritures célestes, Paris, Bernard Grasset, 1943.
- Mémoires, Lyon, La Nouvelle édition, 1943.
- Pierre Puget : sculpteur (1620-1694), Paris, Les editions de l'ecole, 1949.

### Opere tradotte in lingua italiana
- Colui che deve espiare, Milano, Soc. Ed. Vita e Pensiero, 1921
- Giobbe il predestinato, (Job le prédestiné), traduzione di G. Gorgerino, Milano, Casa Edit. Alpes, 1925. Seconda edizione: traduzione di Carla Negri, Alba, Edizioni Paoline, 1948.
- Paolina Ardel, (Le baptême de Pauline Ardel), traduzione di Vittorio Caselli, Brescia, Morcelliana, 1928.
- I certosini, (Les chartreux), traduzione di Teofilo Barbini, Pistoia, G. Grazzini, 1929.
- Il segno sulle mani, (Le signe sur les mains), traduzione di Renzo Pezzani, Milano, Ist. di Propaganda Libraria, 1935. Nuova edizione nel 1941.
- San Paolo, (Saint Paul), traduzione di Piero Rigosa, Brescia, Morcelliana, 1927. Seconda edizione: Brescia, Libreria Edit. V. Gatti, 1933. Terza edizione: Alba, Edizioni Paoline, 1952.